# Trolejbusová doprava v Cchinvali
V Cchinvali, gruzínském městě a hlavním městě separatistické republiky Jižní Osetie, byla v 80. letech 20. století provozována malá trolejbusová síť.
Provoz trolejbusů v Cchinvali byl zahájen 25. června 1982. Doprava byla ukončena kvůli válce mezi jihoosetskými separatisty a gruzínskou armádou o osm let později, v prosinci 1990. Jedná se tak o nejkratší dobu provozovaný trolejbusový provoz v Gruzii. Šlo také o nejmenší provoz elektrické nekolejové trakce v zemi. Byla zde provozována jediná linka o délce 7,6 km mezi textilní továrnou, obytnými čtvrtěmi, hlavním nádražím a Jihoosetskou univerzitou, kterou obsluhovalo šest trolejbusů ZiU-682. Ve městě neexistovala vozovna a údržba vozů probíhala na odstavné ploše před hlavním nádražím.
V roce 1999 měl být trolejbusový provoz obnoven s pomocí Severní Osetie, v roce 2000 ale existovalo pouze zavěšení trolejového vedení, jež ale nebylo realizováno.